# Hendrick Gerritsz. Pot

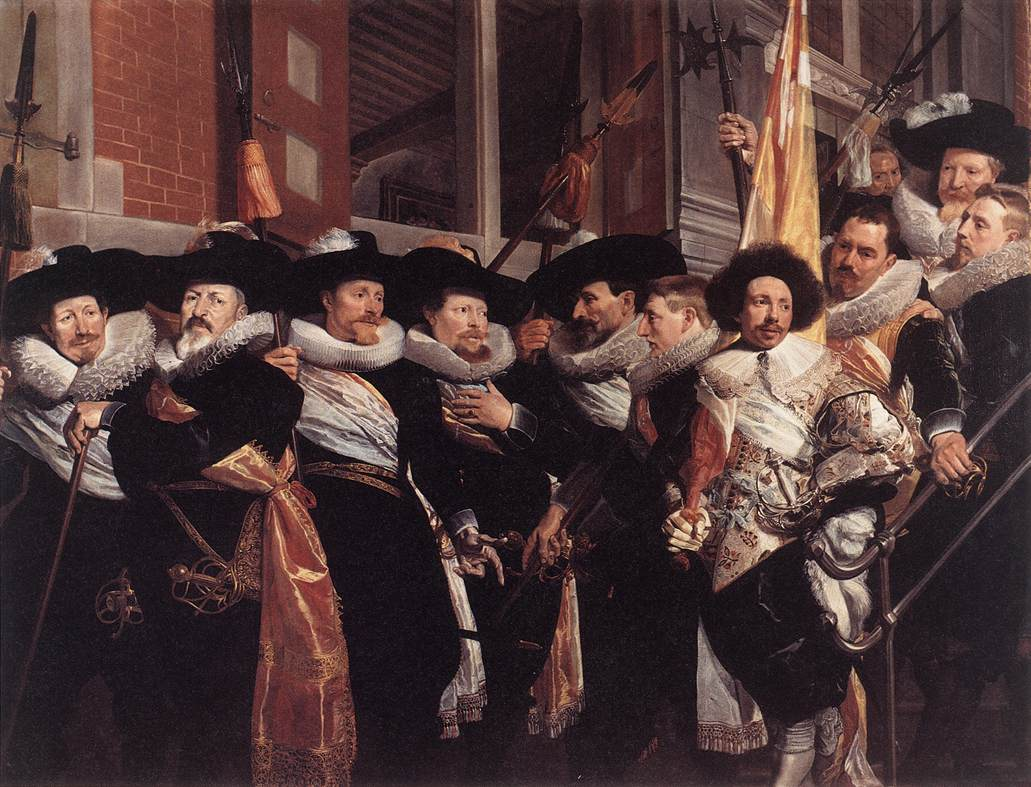
Członkowie Straży Obywatelskiej św. Adriana w Haarlem, 1630

Hendrick Gerritsz. Pot (ur. ok. 1580 w Amsterdamie, pochowany 15 października 1657 tamże) – holenderski malarz barokowy.
Prawdopodobnie był uczniem Karela van Mandera, przyjaźnił się z Fransem Halsem, którego czasami naśladował. Na jego twórczość wywarł również wpływ malarz i rytownik Willem Pieterszoon Buytewech. Artysta był aktywny w Haarlemie, a po 1648 w Amsterdamie, wyjeżdżał też do Londynu, gdzie malował króla Karola I Stuarta i jego żonę Henriettę Marię Burbon. Był członkiem haarlemskiej gildii św. Łukasza i pełnił obowiązki jej dziekana. Według XVIII-wiecznego biografa artystów Arnolda Houbrakena, Pot był cenionym za życia artystą, wzmiankował o nim również Samuel Ampzing w 1628 i Theodorus Schrevelius w 1648. Uczniem malarza był Willem Kalf.
Hendrick Gerritsz Pot malował sceny religijne, portrety i niewielkie sceny rodzajowe w starannie przedstawianych wnętrzach. Jego prace są eksponowane głównie w muzeach i galeriach holenderskich i brytyjskich.

## Wybrane prace
- Święte niewiasty u grobu, Haarlem,
- Oficerowie bractwa św. Adriana wyruszający na strzelnicę, 1630, Haarlem,
- Wesoła kompania, Haarlem.